# Halba
Halba (arab. حلبا) – miasto w Libanie, w muhafazie Dystrykt Północny, centrum administracyjne dystryktu Kada Akkar, 112 km na północny wschód od Bejrutu, w pobliżu granicy z Syrią. Miasto zamieszkiwane jest głównie przez sunnitów oraz w mniejszości przez prawosławnych i maronitów. W mieście znajduje się cytadela, której początki sięgają okresu rzymskiego.